# ノーフォーク駅 (アムトラック)
ノーフォーク駅（英語：Norfolk Station）はアメリカ合衆国バージニア州ノーフォーク パーク・アヴェニュー280にある駅。 全米各地を結ぶ旅客鉄道のアムトラックが乗り入れている。

## 概要
ダウンタウンのハーバー・パーク球場の東に隣接する位置あるノーフォーク駅は2012年12月12日に開業した。ノースイースト・リージョナルサービスの拡充はアムトラック、アムトラックバージニア、バージニア州鉄道・公共交通機関省（Virginia DRPT）、ノーフォーク市、線路の所有者ノーフォーク・サザン鉄道とCSXトランスポーテーション間の協力関係により実現した。当初、乗客はパークアベニューにある踏切近くに建設された長さ約220メートルのコンクリートのプラットホームを使用した。2013年12月2日、新しいノーフォーク市の財源375万ドルによって建設された面積約325平方メートルの駅舎は、ノースイースト・リージョナルと高速バスの乗客のために開業した。大きな窓からは豊かな自然光が差し込み明るく広々とした空間を作り出す。多用されたガラスが建物に現代的な感覚を与える。内装は、快適な待合室、バリアフリートイレや切符売場がある。

## 利用可能な鉄道路線／列車
アムトラックの発着する列車は下記の通り。
ニューヨークとノーフォーク間の昼行長距離列車ノースイースト・リージョナル…1日1往復発着

## 乗換
当駅から徒歩で乗り換えできる路線は以下の通り。
ライトレール： タイド (The Tide) ハーバー・パーク駅